# Planica 7 (2023)
Planica 7 2023 – edycja turnieju Planica 7, która odbyła się w dniach 30 marca – 2 kwietnia 2023 roku na Letalnicy w Planicy w ramach Pucharu Świata w skokach narciarskich 2022/2023.
W skład zawodów wchodzi 7 serii konkursowych.
Zawody rozpoczęły się w czwartek 30 marca 2023 roku kwalifikacjami do pierwszego konkursu indywidualnego, który miał odbyć się 31 marca, ale z powodu silnego wiatru został przełożony na następny dzień i skrócony do jednej serii. Następnie przeprowadzony został konkurs drużynowy, natomiast 2 kwietnia drugi konkurs indywidualny z trzydziestoma najlepszymi zawodnikami Pucharu Świata.

## Skocznia
W tabeli podano rekord skoczni obowiązujący przed rozpoczęciem Planica 7 lub ustanowiony w trakcie jego trwania (wyróżniony wytłuszczeniem).
|  | Nazwa skoczni | Miejscowość | Punkt K | HS     | Rekord skoczni | Rekord skoczni  | Rekord skoczni |
|  | ------------- | ----------- | ------- | ------ | -------------- | --------------- | -------------- |
|  | Letalnica     | Planica     | K-200   | HS-240 | 252,0 m        | Ryōyū Kobayashi | 24.03.2019     |

## Program zawodów
| Dzień      | Konkurencja                   | Początek (CET) | Liczba uczestników |
| ---------- | ----------------------------- | -------------- | ------------------ |
| 30 marca   | Oficjalny trening             | 8:00           | -                  |
| 30 marca   | Kwalifikacje                  | 10:00          | 68                 |
| 1 kwietnia | Pierwszy konkurs indywidualny | 8:45           | 40                 |
| 1 kwietnia | Konkurs drużynowy             | 10:00          | 9x4                |
| 2 kwietnia | Seria próbna                  | 9:00           | -                  |
| 2 kwietnia | Drugi konkurs indywidualny    | 10:00          | 30                 |

## Podsumowanie
| Lp.                              | Data                             | Uwagi                            | 1. miejsce                                                                  | 2. miejsce                                                        | 3. miejsce                                                                                              | Lider po etapie |
| -------------------------------- | -------------------------------- | -------------------------------- | --------------------------------------------------------------------------- | ----------------------------------------------------------------- | --- | --------------- |
| 1.                               | 30 marca 2023                    | Kwal.                            | Anže Lanišek                                                                | Timi Zajc                                                         | Domen Prevc                                                                                             | Anže Lanišek    |
| 2.                               | 1 kwietnia 2023                  | Ind.                             | Stefan Kraft                                                                | Anže Lanišek                                                      | Piotr Żyła                                                                                              | Anže Lanišek    |
| 3.                               | 1 kwietnia 2023                  | Druż.                            | Austria 1. Daniel Tschofenig 2. Michael Hayböck 3. Jan Hörl 4. Stefan Kraft | Słowenia 1. Lovro Kos 2. Domen Prevc 3. Timi Zajc 4. Anže Lanišek | Norwegia 1. Johann André Forfang 2. Bendik Jakobsen Heggli 3. Robert Johansson 4. Halvor Egner Granerud | Stefan Kraft    |
| 4.                               | 2 kwietnia 2023                  | Ind.                             | Timi Zajc                                                                   | Anže Lanišek                                                      | Stefan Kraft                                                                                            | Stefan Kraft    |
| Planica 7 – Klasyfikacja końcowa | Planica 7 – Klasyfikacja końcowa | Planica 7 – Klasyfikacja końcowa | Stefan Kraft                                                                | Anže Lanišek                                                      | Timi Zajc                                                                                               | -               |